# S'Estorell
S'Estorell és una possessió mallorquina situada en el terme municipal de Lloseta. Confronta amb Aiamans, Biniatzent, Biniarroi, Almadrà, Sa Socorrada i Tofla.

## Situació
La vall de s'Estorell està drenada pel torrent d'Almadrà que s'obre cap al sud-est per sa Màniga. Al nord hi ha el Clot d'Almadrà. Les muntanyes que circumscriuen s'Estorell són el Puig de sa Creu (640 m.) i el Cavall Bernat (441 m.) al nord; el Puig des Rafalet (440 m) i el Puig de Biniamar (476 m.), a l'est; el Puig de Son Grau al sud i el Puig de s'Alcadena (817 m.) a l'oest.

## Història

### Segles XIII i XIV
Va ser una alqueria dividida després del Repartiment. En els segles xiii i xiv hi tengueren terres les famílies Orenor, Lledó, Cília, Medàlia, Albertí, Tarí, Tagamanent, Garau, Burgues, Fuster, Safortesa i altres. A la segona meitat del segle xiv, s'havien consolidat a s'Estorell un seguit d'explotacions compactes anomenades rafals. Sota el puig de s'Alcadena hi havia el rafal d'en Pere Llorenç, al nord-oest d'Aiamans i fent partió amb les comunes de Lloseta hi havia el rafal de Guillem Durban, després anomenat Son Daviu; en direcció oest hi havia el Rafal dels Corbs de Pere Salom, que limitava amb els rafals de Pere Domènech i Pere Garau; sota el Puig de la Creu hi havia les terres de l'alqueria anomenada s'Estorell, posseïda des de mitjan segle xiv per la casa Tagamanent, membres de l'estament de cavallers; entre son Cocó i els vessants dels Puigs de la Creu i el Cavall Bernat, hi havia el rafal d'en Garau, després incorporat a s'Estorell.
Per tant, el 1400 la contrada anomenada s'Estorell estava menys fragmentada que les antigues alqueries de Lloseta, Aiamans i Alcudieta. Les tinences eren compactes i d'una extensió mitjana. Els aprofitaments combinaven els sementers d'olivar, la ramaderia i l'explotació silvícola (carbó, fusta, forns de calç, etc.). La subhasta de béns i l'encarregament de censals sobre les tinences dels vilatans de Binissalem i Lloseta augmentaren en el decenni de 1390 a conseqüència del fort augment de la fiscalitat i les multes imposades pel monarca als pagesos després de la revolta i pogrom del 1391. La contrada de s'Estorell fou particularment colpida per aquests processos: a mitjan segle xiv podem documentar fins a set rafals independents i unes comunes al puig de la Creu, posseïts per distintes famílies pageses. El 1428 només restaven tres propietaris: els Tagamanent, Burgués-Safortesa i els Durban d'Aiamans.

### Segle XV
El 1440 el ciutadà Joan Fuster adquirí la part de Francesc Burgues i es convertí en el propietari de tota la possessió. El 1475 els hereus de Joan Fuster posseïen totes les terres de la vall de s'Estorell i els seus vessants, una sola possessió de 520 hectàrees. El 1557 fou fideïcomesa, amb la posada de s'Estorell, per Felip de Pacs Fuster i, de manera parcial, denominada es Fideïcomís. El 1585 tenia cases, tafona, dos cellers i molí d'aigua al torrent d'Almadrà. La seva superfície estava ocupada per un extens olivar, però també tenia vinya, conreus de cereals i de llegums. Disposava d'un hort amb produccions d'alfals i d'hortalisses.
Entre el 1491 i el 1530 el patrimoni dels Fuster estava integrat per la possessió de s'Estorell (inclosos rafals i terres annexes), dos rafals i unes cases a la Ciutat, i censals i censos i una part dels títols del
deute públic. Entre aquestes dues dates, el canvi més important tingué lloc en el canvid'usos de l'explotació. D'una banda, la dotació d'esclaus que treballaven a l'alqueria entre el 1475 i el 1530 no havia variat significativament (de vuit a set entre ambdues dates), i tampoc no hi ha gaires referències a l'ampliació de la superfície cultivada, ja sigui l'expansió del conreu de la vinya, cereals o olivar. En canvi, l'explotació pecuària s'havia ampliat i especialitzat. El 1475 a la possessió hi havia 386 ovelles, 185 cabres i una companyia de 25 vaques. El 1503 el nombre de caps ovins s'havia incrementat primer a 800 caps, i el 1530 ja eren 1.000 les ovelles que pasturaven entre les pastures d'estiuada de s'Estorell i les d'hivernada.

### Segles XVI-XX
En el segle xvi a la capella hi havia un retaule de Nostra Senyora del Roser, que, més endavant, va ser dedicada a Nostra Senyora de les Neus (1646). El 1688 estava valorada en 55.000 lliures. Els Fuster de s'Estorell foren succeïts el 1652 per Pere Ramon Safortesa Fuster, II Comte de Formiguera, dit el Comte Mal. El 1694, en morir aquest sense successió la possessió passà a l'administració del capítol de la Seu de Mallorca. Després d'un llarg plet fou adjudicada el 1818 a Josep Sanglada de Togores, comte d'Aiamans.
A mitjan segle xix s'hi basti un oratori, centre de culte de les possessions dels voltants, fins que fou abandonat el segle xx. El 1863 tenia 732 quarterades. A principis del segle xx fou dividida i venuda a diferents propietaris. Un dels compradors va ser el contrabandista i financer Joan March Ordines, que adquirí s'Estorell Gran o Vell, situada entre el comellar des Rafalet, la font des Vidre i el torrent de Solleric. Melcior Jaume Julià adquirí s'Estorell Nou o es Fideïcomís, entre s'Alcadena, Son Cocó, Son Grau Gran i el torrent de Solleric. Son Cocó el comprà Joan Mateu Coll. Les cases antigues restaren abandonades i en ruïna, però el 1989 se n'inicià la restauració.

## Llocs d'interès

### Jaciments arqueològics
- Es Castellot. RI-51-0002142
- Es claper des gegant.
- Cova de Can Patos o Cova d'en Rotget. RI-51-0002143

## Topònims
S'Estorell, es Filicomís, ses Figueretes, Font des Trenc, es Còdol, Font Nova, ses Galeres, es Cavall Bernat, sa Plana, Bosc Gran, Font des Vidre, Pla des Mul Mort, s'Estorell Vell, s'Hort Gran, ses Piquetes, sa Font Pintada, camí des Balladors, Rafalet d'en Marc, Pla dets Ametlers, Pla dets Ugons, es Castellot, Font Paredada, Penya de na Grau, Cova de Can Patos, Cova Blanca, es Marges Nous, es Pinar, Costa de s'Olivar, sa Màniga, sa Costa Negra, Caseta des Garriguer, Comellar de s'Alzina, Coma des Matar, Comellar des Rafalet.